# Gowdarahalli, Nagamangala
Gowdarahalli là một làng thuộc tehsil Nagamangala, huyện Mandya, bang Karnataka, Ấn Độ.